# Parachernes pallidus
Parachernes pallidus är en spindeldjursart som beskrevs av Beier 1959. Parachernes pallidus ingår i släktet Parachernes och familjen blindklokrypare. Inga underarter finns listade i Catalogue of Life.